# 水枝区庁駅
水枝区庁駅（スジグチョンえき）は大韓民国京畿道龍仁市水枝区豊徳川洞にある、新盆唐線の駅。駅番号はD15。

## 駅構造
相対式ホーム2面2線の地下駅で、ホームドア設置駅。

### のりば
※案内上ののりば番号は未設定。
| 上り | ●新盆唐線 | 東川・新沙方面 |
| 下り | ●新盆唐線 | 星福・光教方面 |

## 駅周辺
- 水枝区庁
- 水枝区保健所
- 龍仁市女性会館
- 新亭マウル
- 豊徳川1洞住民センター
- 新月初等学校
- 水枝図書館
- 龍仁水枝郵便局
- 吐月初等学校
- 韓国スタンダードチャータード銀行水枝支店
- 新韓銀行水枝店
- KEBハナ銀行水枝支店
- 国民銀行水枝支店
- 文正中学校
- ロッテマート水枝店

## 歴史
- 2016年1月30日 - 開業。

## 隣の駅
新盆唐線
●新盆唐線
東川駅 (D14) - 水枝区庁駅 (D15) - 星福駅 (D16)